# Geneviève Claisse

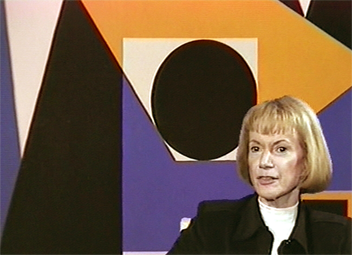
Geneviève Claisse, 1995

Geneviève Claisse (* 17. Juli 1935 in Quiévy, Nord-Pas-de-Calais; † 29. April 2018 in Dreux, Département Eure-et-Loir) war eine französische Künstlerin der Geometrischen Abstraktion.

## Leben
Geneviève Claisse studierte an der École des Beaux-Arts in Paris. Als junge Künstlerin assistierte sie dem Maler Auguste Herbin, einem Großonkel mütterlicherseits, in dessen Atelier und entwickelte dabei einen ganz eigenen, unverwechselbaren Stil.

## Ausstellungen
- 1958 Galerie Caille, Cambrai
- 1958 Galerie Hybler, Paris
- 1961 Galerie Denise René, Paris
- 1967 Pariser Biennale
- 1983 Palais des Beaux-Arts de Lille, Lille
- 1989 Matisse Museum, Le Cateau-Cambrésis